# 16068 Citron
A 16068 Citron (ideiglenes jelöléssel 1999 RN86) a Naprendszer kisbolygóövében található aszteroida. A LINEAR projekt keretében fedezték fel 1999. szeptember 7-én.